# Holly Throsby
Holly Sarah Throsby (Sydney, 28 dicembre 1978) è una cantante australiana.

## Biografia
Holly Throsby è salita alla ribalta nel 2006, con la pubblicazione del suo secondo album in studio Under the Town. Ha raggiunto la 66ª posizione della ARIA Albums Chart ed ha conferito alla cantante una candidatura agli ARIA Music Awards nella categoria Miglior artista femminile. È stato supportato da un tour nazionale e neozelandese. Il terzo disco, intitolato A Loud Call, si è piazzato in 34ª posizione a livello nazionale e la cantante ha ricevuto la sua seconda candidatura agli ARIA Music Awards grazie ad esso. Nel 2011 l'album See! ha ricevuto una candidatura alla premiazione nella categoria Miglior album per bambini. Nel 2010 ha fondato il gruppo Seeker Lover Keeper, con le cantanti Sarah Blasko e Sally Seltmann: insieme hanno pubblicato due album in studio, di cui uno certificato disco d'oro in madrepatria. Holly Throsby ha poi pubblicato altri due album da solista, Team e After a Time, arrivati rispettivamente in 41ª e 51ª posizione nella classifica nazionale. Il secondo è stato candidato per l'Australian Music Prize 2017.

## Discografia

### Album in studio
- 2004 – Oh Night
- 2006 - Under the Town
- 2008 - A Loud Call
- 2010 – See!
- 2011 – Team
- 2017 – After a Time